# Batalha do rio Bagradas (49 a.C.)
A Batalha do rio Bagradas foi travada em 24 de agosto de 49 a.C. entre as forças de Júlio César, comandadas pelo general Caio Escribônio Curião, e as republicanas, sob o comando de Públio Ácio Varo e do rei da Numídia Juba I. O resultado foi uma dura derrota para as forças cesarianas e a morte de Curião.

## Contexto
Ocupado em enfrentar as forças de Pompeu, Júlio César enviou, em 49 a.C., uma força para o norte da África, sob o comando de Caio Escribônio Curião, com a missão de enfrentar as forças pompeianas na região. Confiante em suas forças e desdenhoso do governador da África, Públio Ácio Varo, Curião levou consigo menos legiões do que poderia, deixando outras duas na Sicília. Depois de levar a melhor sobre os aliados númidas de Varo em uma sequência de escaramuças, Curião derrotou Varo na Batalha de Útica, obrigando-o a se refugiar na cidade de Útica. Na confusão da batalha, Curião foi aconselhado a tomar a cidade antes que Varo pudesse reagrupar suas forças, mas ele preferiu recuar por acreditar não ter consigo os meios necessários para um assalto a uma cidade fortificada. No dia seguinte, porém, as forças de Curião começaram a cercar Útica com uma contravalação numa tentativa de tomar a cidade através da fome. As lideranças da cidade se reuniram com Varo e imploraram para que ele se rendesse, poupando a cidade dos horrores de um cerco. Contudo, Varo soube que o rei Juba I estava a caminho com um grande exército e assegurou-os de que, com a ajuda de Juba, Curião seria logo derrotado. Curião também soube que o exército de Juba estava próximo e resolveu abandonar o cerco para abrigar seu exército em Castra Cornélia.

## Operações preliminares
Depois de se fortificar em Castra Cornélia, Curião enviou uma mensagem urgente para a Sicília requisitando que seus oficiais enviassem imediatamente as duas legiões e a cavalaria que ele próprio havia deixado para trás quando partiu para o norte da África. Seu plano inicial era defender sua posição até que os reforços chegassem, especialmente por que ele tinha acesso ao mar e podia receber suprimentos livremente da Sicília, mas também por que Castra Cornélia tinha água, comida e lenha suficiente para sustentar seu exército.
Porém, Curião mudou de ideia depois que alguns supostos desertores de Útica apareceram com informações mais acuradas sobre as forças númidas que se aproximavam. Eles insistiram que o rei Juba não estava próximo e sim a quase 200 quilômetros de distância, perto de Leptis Parva, ocupado com uma revolta. Os desertores informaram Curião que o exército que se aproximava era, na realidade, um pequeno destacamento sob o comando de Saburra, o comandante militar de Juba. Aliviado com as notícias, Curião enviou sua cavalaria depois do anoitecer com ordens de localizar o acampamento de Saburra e esperar nas imediações pela chegada de Curião com o resto do exército. Deixando um quarto de suas forças para guardar Castra Cornélia sob o comando de Márcio Rufo, Curião começou a marcha até o rio Bagradas cerca de duas horas antes da madrugada.
Saburra havia montado seu acampamento a quinze quilômetros do rio, mas sua vanguarda já havia alcançado suas margens. A cavalaria de Curião se deparou com ela nas primeiras horas da amanhã e, encontrando os soldados dormindo, iniciou um ataque. Os númidas não conseguiram resistir e a maioria ou foi morta ou capturada; uns poucos conseguiram fugir. Incensados pela vitória, os cavaleiros não esperaram às margens do rio como lhes havia sido ordenado e resolveram cavalgar de volta para avisar Curião, encontrando-o a apenas dez quilômetros ao sul de Castra Cornélia. Curião questionou os prisioneiros e soube que Saburra estava no comando das forças no rio Bagradas. Com o objetivo de atacar Saburra enquanto suas forças ainda estavam desorganizadas, Curião ordenou que um destacamento de seu exército marchasse para o rio sem se preocupar com o fato de que a maioria de sua cavalaria ficaria para trás por causa da exaustão dos cavalos; suas duas legiões com números reduzidos e cerca de 200 cavaleiros seguiram adiante.
Neste ínterim, Juba, cujo acampamento estava rio abaixo e na outra margem do rio Bagradas, a cerca de dez quilômetros para o sul da retaguarda de Saburra, soube da escaramuça perto do rio. Ele imediatamente enviou sua guarda pessoal, composta de mercenários hispânicos e gauleses, um total de cerca de 2 000 cavaleiros, juntamente com um destacamento de infantaria especialmente escolhido para reforçar Saburra. Juba atravessou o rio com o restante de suas forças e iniciou uma marcha para o norte. Saburra, convencido que Curião logo atacaria, ordenou que se fingisse uma retirada tão logo a força romana despontou, alertando seus homens para que se mantivessem alertas para o sinal indicando que deveriam se virar e atacar.

## Batalha
Ao se afastar do rio, Curião finalmente viu o exército de Saburra, que fingia uma retirada. Ao ver o exército númida pelas costas, ele acreditou que sua estratégia estava dando certo e ordenou o ataque. Descendo de uma elevação que dominava uma planície arenosa e seca, Curião e seus homens correram para enfrentar os númidas. Com o sol quente, seus soldados rapidamente se enfraqueceram pelo cansaço e pela sede. Saburra deu o sinal pré-combinado e suas forças se viraram para enfrentar os romanos. Confiando em sua cavalaria, Saburra deixou sua infantaria na reserva a uma boa distância do combate. A planície aberta era perfeita para a cavalaria, que passou a fustigar incessantemente os legionários romanos. Ainda assim, os romanos lutaram bem dadas as circunstâncias e chegaram a forçar um recuo de Saburra ao manterem sua marcha adiante.
Porém, a fadiga se tornou um obstáculo insuperável e os romanos estavam cansados demais para perseguir os númidas que recuavam; a cavalaria de Curião era insuficiente e também estava cansada demais para se aproveitar da situação. Logo os cavaleiros númidas retornaram e começaram a cercar a linha romana, forçando a volta para atacar a retaguarda romana. Cada vez que uma coorte tentava se engajar em combate, os númidas se afastavam, davam a volta e se posicionavam entre a coorte e o restante da linha romana. Para piorar a situação para os romanos, Juba estava continuamente enviando reforços para Saburra. Com a disposição dos romanos enfraquecendo rapidamente, Curião tentou levantar o ânimo do exército clamando para que as tropas resistissem firmemente. Porém, ele próprio rapidamente percebeu que seu exército estava perto de ruir e, por isso, ordenou uma retirada para o norte, de volta para a elevação onde estava. Saburra percebeu o movimento e ordenou que sua cavalaria impedisse o movimento de Curião. As legiões romanas começaram a se dispersar; os que fugiam eram facilmente mortos pela cavalaria númida e muitos simplesmente se deitaram exaustos para esperar a morte certa.
Um dos legados de Curião, Cneu Domício, cavalgou até ele com um punhado de homens e implorou para que ele fugisse de volta para o acampamento. Curião perguntou como ele poderia olhar nos olhos de César no futuro depois de perder seu exército e, sem esperar a resposta, se engajou no combate até ser morto. Apenas uns poucos romanos conseguiram escapar do massacre que se seguir; apenas os trezentos cavaleiros que ficaram para trás conseguiram retornar para Castra Cornélia com a má notícia.

## Eventos posteriores
Márcio Rufo, encarregado do destacamento cesariano em Castra Cornélia, tentou manter a disciplina depois que as notícias do desastre chegaram ao acampamento. Ele ordenou que os capitães dos navios de transporte e mercantes se aprontassem para transportar as tropas de volta para a Sicília. Mas, com o exército de Juba se aproximando rapidamente e com as legiões de Varo se posicionando para atacar, a disciplina rapidamente ruiu. A maioria dos navios fugiu sem esperar a chegada dos soldados e os poucos navios que esperaram o embarque dos soldados foram rapidamente tomados pelos soldados aterrorizados; muitos afundaram no porto. Os soldados lutavam entre si para conseguir um lugar nos navios e os que vinham atrás, assistindo o desastre que se desenhava à sua frente, esperaram. Os marinheiros à distância finalmente concordaram em levar alguns poucos soldados casados que tinham família na Itália; alguns soldados que sabiam nadar e conseguiram chegar até os navios foram também resgatados. Entre os poucos que escaparam estavam Caio Canínio Rébilo e Caio Asínio Polião.
Os soldados remanescentes enviaram seus centuriões como embaixadores até Varo buscando alguma garantia de que não seriam molestados e Varo deu sua palavra. Porém, Juba decidiu fazer destes soldados um exemplo e, com exceção de uns poucos senadores, ordenou que todos os sobreviventes do exército de Curião fossem executados. Depois ele marchou para Útica escoltado por um grupo de senadores pompeianos armados para se encontrar com Varo e assumir o comando da cidade. Juba enviou uma mensagem a Pompeu e aos senadores republicanos na Macedônia, que respondeu concedendo-lhe o título de rei da Numídia. César e os senadores cesarianos, por sua vez, declaram Juba um inimigo do estado. O próprio Juba retornou para a Numídia com os senadores capturados, que foram paradeados perante seus súditos e executados.